# Исламкот
Исламкот (англ. Islamkot) — город в пакистанской провинции Синд, расположен в округе Тхарпаркар.

## Географическое положение
Город расположен недалеко от границы с Индией, высота над уровнем моря составляет 70 метров.

## Транспорт
В Исламкоте есть аэропорт.

## Демография
| 1998   | 2012   |
| ------ | ------ |
| 10 354 | 12 347 |